# Камышенка (Залесовский район)
Камы́шенка — село в Залесовском районе Алтайского края России. Входит в состав Черёмушкинского сельсовета.

## История
Согласно указу Сибирской губернской канцелярии от 1747 года, к демидовскому заводу были приписаны крестьяне из нескольких волостей Чаусского и Сосновского ведомств Томского уезда, а также 100 дворов из Малышевской слободы, в подчинение которой входила деревня Камышенка (РГАДА, ф. 248, оп. 1/22, д. 1509, л. 2, 2 об.).
В 1771 году запись от 5 июля в «Ведомости по учреждению в Колывани казенной палаты по открытию Колыванской губернии и по разрешению поселения в оную приписных к заводу государственных крестьян и их семей состоявших в ведомости в 1771 г. Колывано-Воскресенского горного начальства» повествует о «росписи деревень по сотням для заготовки конопли». В 13-й сотне значится деревня Камышенка и близлежащие поселения: Калтайская, Видоново, Думчево, Борисово.
Переселенческие семьи в деревне Камышенка упоминаются и в 1753, и в 1757 годах. В 1792 году в деревне Камышенка Боровлянской волости проживало 17 мужчин и 23 женщины, стояли 7 домов, 2 мельницы, был построен мост через реку. По 4-й ревизии того же года числится уже 20 домов, в пятую ревизию 1795 года — 25 домов.
В ревизию 1857 года в деревне Камышенка Боровлянской волости 40 домов.
Запись в журнале ОПТГУ № 862 от 23.07.1910 года свидетельствует о переименовании Черемушкинской волости Барнаульского уезда в Талицкую. С 1916 года Камышенка числится в составе Талицкой волости, а с 1926 года — в Залесовском районе Барнаульского округа. Большинство населения — мордва.

В «Списке населенных мест Сибирского края» дата возникновения села Камышенка при речке Камышинка не указана. В 1926 году в населённом пункте учтено 201 хозяйство, число жителей обоего пола — 878 человек, есть сельский совет, школа, 1 лавка.
Камышенка относилась к Николаевской церкви Думчевского прихода (КГУ «Государственный архив Алтайского края» Ф.26 о.1 д.766, запись № 11, «Исповедные росписи церквей 1867 г. Барнаульского округа»), о чём сохранились архивные записи.

## География
Село находится на реке Камышинка, относится к числу отдаленных или труднодоступных местностей Алтайского края.
Расстояние до
- районного центра Залесово 38 км;
- областного центра Барнаул 74 км.

Ближайшие населённые пункты
Малый Калтай 2 км, Видоново 6 км, Восход 7 км, Думчево 9 км, Черёмушкино 9 км, Акулово 11 км, Лебяжье 15 км.
Транспорт
В 1,5 км к северу от села проходит местная автодорога Залесово — Тальменка. К селу Камышенка ведёт просёлочная дорога, из Залесово ежедневно ходят рейсовые автобусы.

## Население
| 1997 | 1998 | 1999 | 2000 | 2001 | 2002 | 2003 |
| ---- | ---- | ---- | ---- | ---- | ---- | ---- |
| 40   | ↗48  | ↘46  | ↘43  | ↘37  | ↘18  | ↘17  |
| 2004 | 2005 | 2006 | 2007 | 2008 | 2009 | 2010 |
| ↘11  | ↘9   | ↘8   | ↘5   | ↗6   | ↗7   | ↘5   |
| 2011 | 2012 | 2013 |      |      |      |      |
| ↗6   | ↘3   | ↘2   |      |      |      |      |

## Инфраструктура
Почтовое отделение, обслуживающее село Камышенка, находится в административном центре Черёмушкино.